# Lilly Becher

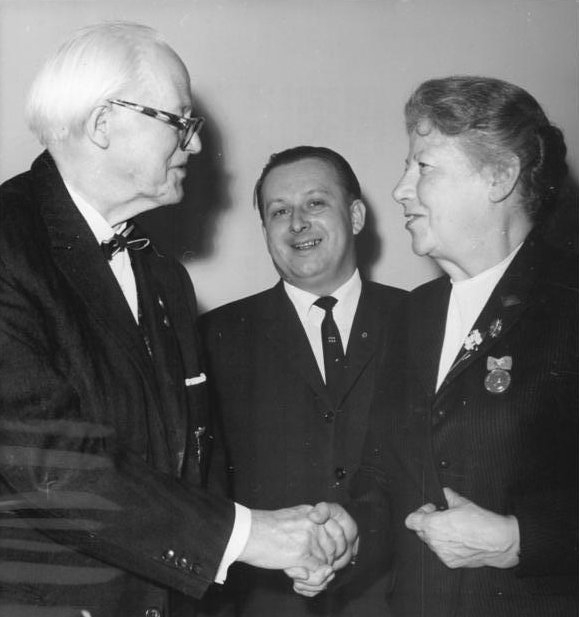
Lilly Becher wird mit der Deutschen Friedensmedaille ausgezeichnet (1967)

Lilly Becher (geb. Korpus; * 27. Januar 1901 in Nürnberg; † 20. September 1978 in Ost-Berlin) war eine deutsche Schriftstellerin und Publizistin.

## Leben
Lilly Korpus war eine Tochter des Ingenieurs und Marineoffiziers Emil Korpus und der Irmgard Ballin, einer Adoptivtochter von Albert Ballin. Sie besuchte 1915 bis 1918 das Gymnasium in München und absolvierte bis 1919 ein Sprachenstudium an der Universität Heidelberg, das sie beenden musste, als ihre Eltern ihr die finanzielle Unterstützung versagten. 1919 trat sie der KPD bei. Im gleichen Jahr absolvierte sie ein Volontariat für die Vossische Zeitung. Sie arbeitete danach beim Delphinverlag München, bei Ullstein und 1921 für das KPD-Zentralorgan Die Rote Fahne in Berlin. 1922–1923 war sie Frauenleiterin der KPD Berlin-Neukölln. 1924 bis 1926 leitete sie die von ihr gegründete Frauenzeitschrift Die Arbeiterin und war dann bis 1933 Lektorin und Redakteurin des Neuen Deutschen Verlages. Daneben war sie von 1932 bis 1933 Chefredakteurin der Arbeiter Illustrierte Zeitung.
1933–1934 lebte sie in Wien und war dann bis 1936 Mitarbeiterin des dem Münzenberg-Konzern angehörigen Verlages Editions du Carrefour in Paris. Dort lernte sie auch ihren späteren Ehemann Johannes R. Becher kennen. Bis 1936 war sie mit dem Filmproduzent, Produktionsleiter und Drehbuchautor Carl Heinz Járosy verheiratet. In jenem Jahr gab sie die zweite deutschsprachige Dokumentation über die Verfolgung der Juden im Nationalsozialismus heraus – zwei Jahre nach dem 1934 in Paris erschienenen Schwarzbuch – Tatsachen und Dokumente. Die Lage der Juden in Deutschland. Das Buch erschien unter dem Titel „Der gelbe Fleck“ mit einem Vorwort von Lion Feuchtwanger. Bis 1945 lebte Becher dann als Übersetzerin des Staatsverlages in Moskau und arbeitete daneben für die Zeitschrift „Internationale Literatur“, die deutsche Abteilung des Moskauer Rundfunks und das Nationalkomitee Freies Deutschland.
Nach ihrer Rückkehr nach Deutschland wurde sie SED-Mitglied. Sie war 1945 bis 1950 Chefredakteurin der Neuen Berliner Illustrierten (NBI). Nach dem Tod ihres Mannes Johannes R. Becher 1958 leitete sie das nach ihm benannte Archiv bei der Akademie der Künste.
Becher wurde 1961 und 1971 mit dem Vaterländischen Verdienstorden, 1969 mit dem Banner der Arbeit und 1976 mit der Ehrenspange zum Vaterländischen Verdienstorden ausgezeichnet.

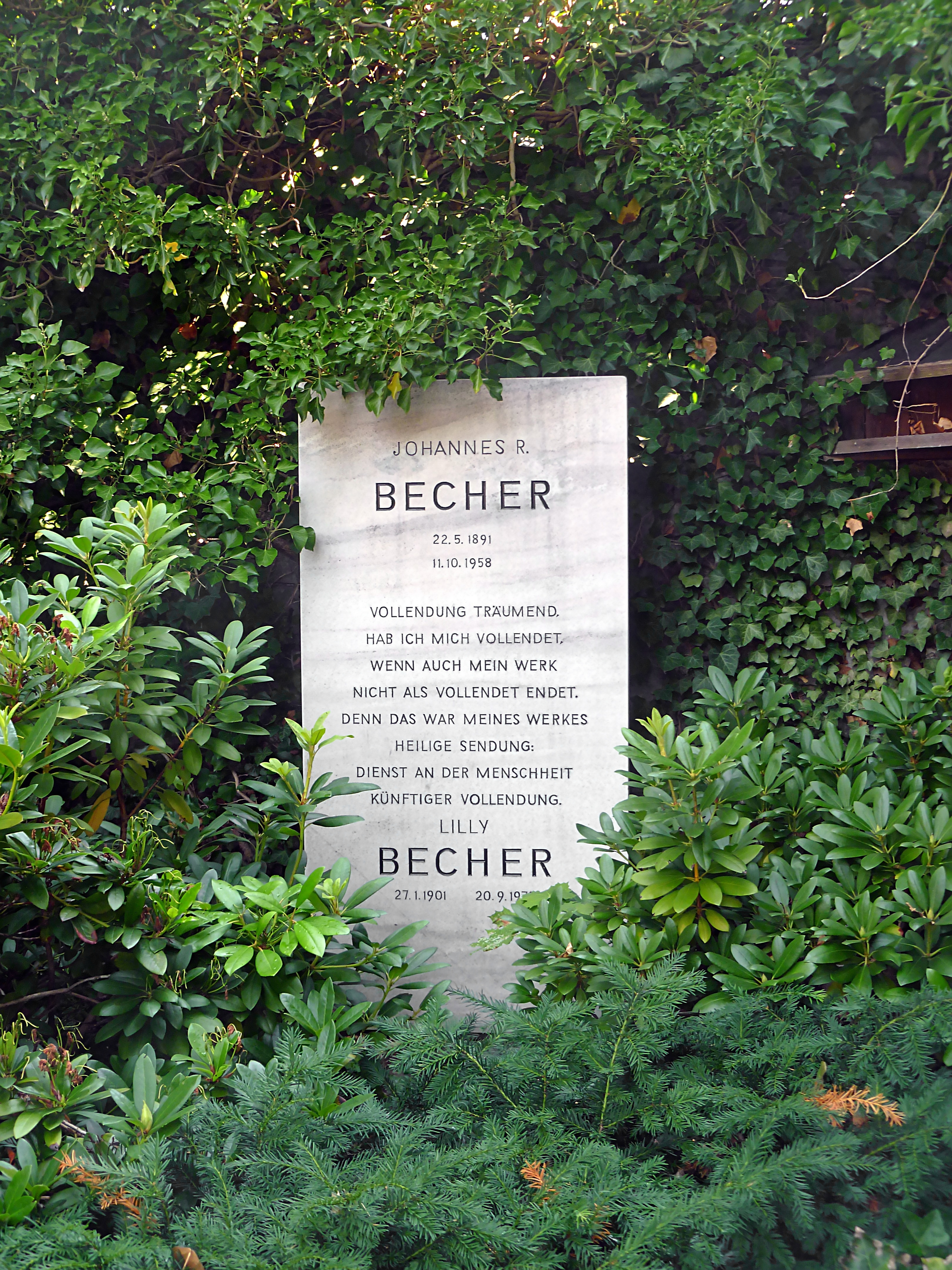
Grabstein auf dem Dorotheenstädtischen Friedhof

## Werke
- Rote Signale. Gedichte und Lieder. (Hrsg.) Berlin 1931.
- Der gelbe Fleck. (Hrsg.) 1936.
- L. Becher, G. Prokop: Johannes R. Becher. Bildchronik seines Lebens. Berlin 1963.